# Irena Gillarová
Irena Gillarová z domu Šedivá (ur. 19 stycznia 1992 w Przybramie) – czeska lekkoatletka specjalizująca się w rzucie oszczepem.
W latach 2009–2013 bez sukcesów startowała w imprezach młodzieżowych. Brązowa medalistka uniwersjady z 2015 roku. Finalistka mistrzostw Europy w Berlinie (2018) oraz mistrzostw świata w Dosze (2019).
Medalistka mistrzostw Czech oraz mistrzostw NCAA. Reprezentantka kraju w meczach międzypaństwowych, drużynowych mistrzostwach Europy.
Rekord życiowy: 61,32 (10 sierpnia 2019, Bydgoszcz).

## Osiągnięcia
| Rok  | Impreza                                 | Miejsce    | Lokata            | Wynik         |
| ---- | --------------------------------------- | ---------- | ----------------- | ------------- |
| 2009 | Mistrzostwa świata juniorów młodszych   | Bressanone | el. – 16. miejsce | 45,69         |
| 2009 | Olimpijski festiwal młodzieży Europy    | Tampere    | 7. miejsce        | 45,70         |
| 2011 | Mistrzostwa Europy juniorów             | Tallinn    | 6. miejsce        | 53,02         |
| 2013 | Młodzieżowe mistrzostwa Europy          | Tampere    | el. – 21. miejsce | 48,58         |
| 2015 | Uniwersjada                             | Gwangju    | 3. miejsce        | 59,89         |
| 2016 | Mistrzostwa Europy                      | Amsterdam  | el. – 29. miejsce | 52,48         |
| 2017 | Uniwersjada                             | Tajpej     | 11. miejsce       | 56,24         |
| 2018 | Mistrzostwa Europy                      | Berlin     | 7. miejsce        | 59,76         |
| 2019 | Superliga drużynowych mistrzostw Europy | Bydgoszcz  | 3. miejsce        | 61,32         |
| 2019 | Igrzyska europejskie                    | Mińsk      |                   | 61,03 / 58,46 |
| 2019 | Mistrzostwa świata                      | Doha       | 12. miejsce       | 55,86         |
| 2021 | Igrzyska olimpijskie                    | Tokio      | el. – 19. miejsce | 59,16         |
| 2023 | Mistrzostwa świata                      | Budapeszt  | el. – 32. miejsce | 54,15         |